# Theta Gruis
Theta Gruis (θ Gruis, förkortat Theta Gru, θ Gru) som är stjärnans Bayerbeteckning, är en tripelstjärna  belägen i den östra delen av stjärnbilden Tranan. Den har en kombinerad skenbar magnitud på 4,28 och är synlig för blotta ögat där ljusföroreningar ej förekommer. Baserat på parallaxmätning inom Hipparcosuppdraget på ca 24,7 mas, beräknas den befinna sig på ett avstånd på ca 132 ljusår (ca 40 parsek) från solen.

## Egenskaper
Primärstjärnan Theta Gruis A är en gul till vit stjärna i huvudserien av spektralklass kF3VhF5mF5(II-III). Den har en radie som är ca 4,4 gånger större än solens och utsänder från dess fotosfär ca 27 gånger mera energi än solen vid en effektiv temperatur av ca 6 300 K.
Theta Gruis A är en magnetisk Delta Delphini-liknande stjärna av spektraltyp F5 med en nära följeslagare, samt en mer avlägsen följeslagare som är en stjärna i huvudserien av spektraltyp G2.